# Hiragana
A hiragana (japánul 平仮名、ひらがな) egy a japán nyelvben használatos szótagírás, amely a katakanával és a kandzsival (és esetenként a rómadzsival) közösen alkotja a japán írásrendszert. Egy fonetikus szótagjel rendszer. Ez a leggyakrabban használt írás Japánban a kandzsival együtt. Ezt használják ragok, kötőszavak írásához, és a kandzsik kibetűzéséhez, kiejtéséhez (furigana), hiszen míg kandzsiból több ezer különféle írásjegy van használatban, addig a hiragana szótagírás mindössze 46 alapjelből, 25 ékezetes és 36 összetett jelből áll. A „hiragana” szó szerinti jelentése „hétköznapi” vagy „egyszerű” kana („egyszerű” a kandzsival összevetve).
A hiragana és a katakana is kana rendszerek. Egy-két kisebb kivétellel, mindkét rendszerben minden hangot egy írásjegy jelöl. Ez lehet vagy egy magánhangzó, mint például az „a” (hiragana あ) vagy pedig egy mássalhangzó, amelyet egy magánhangzó követ úgy, mint a „ka” (か); illetve kivételt képez az „n” (ん) az egyetlen nazális hangzó (orrhang) ami kontextustól függően a magyar n és m hangokhoz vagy a francia nazális magánhangzóihoz hasonlóan is hangozhat. Mivel a hiragana karakterei nem jelölnek önálló mássalhangzókat (eltekintve az „n” ん esetében tapasztaltaktól), szótagírásként és nem, mint betűírásként tartják számon.
A hiraganát okurigana (a kandzsitövet követő toldalékok, például igék és melléknevek ragozására), különféle grammatikai elemek, viszonyszók és a partikulák írására alkalmazzák, csakúgy mint számos olyan, kifejezetten a japán nyelvre jellemző kifejezések írására, amelyeknek nincs megfelelőjük a kínai írásjegyek között vagy amely kifejezés kandzsi változata jelentésében zavaros, nem adja vissza teljes mértékben az adott szó jelentését vagy pedig, ha a kandzsi túlságosan hivatalos. Olykor azon szavakat is hiraganával írják kandzsi helyett, amelyek kandzsijai gyakorta előfordulnak, az író egyéni ízlése szerint, például abban az esetben, ha közvetlenebb hangulatot akar kelteni. A hiragana szintúgy használatos furigana ( az olvasást megkönnyítendő, a kandzsi mellett vagy fölött feltüntetett kiejtést jelölő hiraganák) írására is.
A hiraganák rendszerezésére 2 fő mód létezik: a régimódi iroha rendszerezés és az elterjedtebb godzsúon (五十音 ごじゅうおん hepburn: gojūon) rendszerezés.

## Írásrendszer
A modern hiragana-szótagírás 46 írásjegyből áll:
- 5 magánhangzóból
- 40 mássalhangzó-magánhangzó szótagból
- és 1 önálló mássalhangzóból

Ezeket egy 5×10-es táblázat (godzsúon 五十音 („ötven hang”) foglalja magába, ahogy az az oldalsó táblázatban is látható. Felülről lefelé, balról jobbra haladva あ (a), い (i), う (u), え (e), お (o), か (ka), き (ki), く (ku), け (ke), こ (ko) és így tovább az ん (n) mássalhangzóval zárva a sort. Az elméletileg lehetséges 50 kombinációból a [ji] és a [vu] szótagok nem léteznek a nyelvben, a [je], [vi] és [ve] pedig elavult, a modern japánban gyakorlatilag egyáltalán nem használt szótagok. A [vo] szótagot többnyire az „o” magánhangzóval megegyező módon ejtik, funkcióját tekintve pedig kizárólag (a mondat tárgyát jelölő) partikula formájában maradt használatban.
A latin betűs átírás nem követi minden esetben szigorúan a táblázat mássalhangzó-magánhangzó sémáját. Például az „sz” sorban nem [szi]-nek, hanem [si]-nek írjuk a magyar átiratot, akárcsak a „t” sorában a [csi] és a [cu] és a „h” sorában a [fu] esetében, a tényleges japán hang jobb megközelítése céljából.
Az alapkaraktereket többféleképpen lehet módosítani. Dakuten ( ゛) mellékjel hozzáadásával a zöngétlen mássalhangzó zöngéssé változik: k → g, c/sz → dz, t → d, h → b és cs/s → dzs. Például a か [ka] が-ra [ga] változik. A „h” sorába tartozó hiraganák kaphatnak egy másik mellékjelet is, az úgynevezett handakutent ( ゜), amely a [h] hangot [p]-re módosítja. Például a は [ha] ぱ-ra [pa] változik.
Az [i] hangra végződő szótagok után alsó indexben írható (a normálisnál kisebb méretű) [ja], [jü], illetve [jo] (ゃ, ゅ vagy ょ) az [i] magánhangzót palatális (elöl képzett) [a], [u] vagy [o] magánhangzóvá változtatja, amely esetenként egy rövid [j] hanggal bővülhet. Például き [ki] plusz ゃ (kis ja) egyenlő きゃ [kja]. Az alsó indexbe írt kis [ja], [ju] vagy [jo] szótagok neve jóon (拗音).
A kis [cu] っ, japánul szokuon (促音), azt jelzi, hogy az utána következő mássalhangzót duplán kell ejteni (gemináta). A japán nyelvben ennek különösen fontos jelentés-megkülönböztető szerepe van. Például míg a さか [szaka] jelentése ’domb’, addig a さっか [szakka] jelentése ’szerző’. Előfordul ezenfelül még, hogy a szokuon kijelentések végén áll: ekkor zárhangot jelöl, úgy, mint いてっ! ([iteʔ] ’au!’). Azonban nem használható a [na], [ni], [nu], [ne], [no] szótagok mássalhangzóinak megduplázására. Ehelyett az [n] (ん) hangot a szótag elé helyezve duplázhatjuk meg ezen szótagok mássalhangzóit, mint a みんな [minna] (’mindenki’) szóban.
A hosszú magánhangzókat rendszerint egy második magánhangzó hozzáadásával képezzük. Például おかあさん [o-ka-a-sza-n] ’anya’. A katakanáknál használatos „magánhangzó-hosszabbító jel” (ー), a csóonpu (長音符) hiraganával írt szavak esetében ritkán fordul elő, például a らーめん rámen szóban. Ám a csóonpu ilyesfajta használatát a japán nyelvben nem tekintik szabályosnak, míg a nyelv okinavai változatában nagyon is általános. Közvetlen hangvételű írásokban olykor az öt magánhangzójel kis méretű verzióit használják elnyújtott hangok kifejezésére (はぁ [haa], ねぇ [nee]). A standard és zöngés ismétlőjeleket a következőképpen írjuk: ゝ és ゞ.

## Eredete

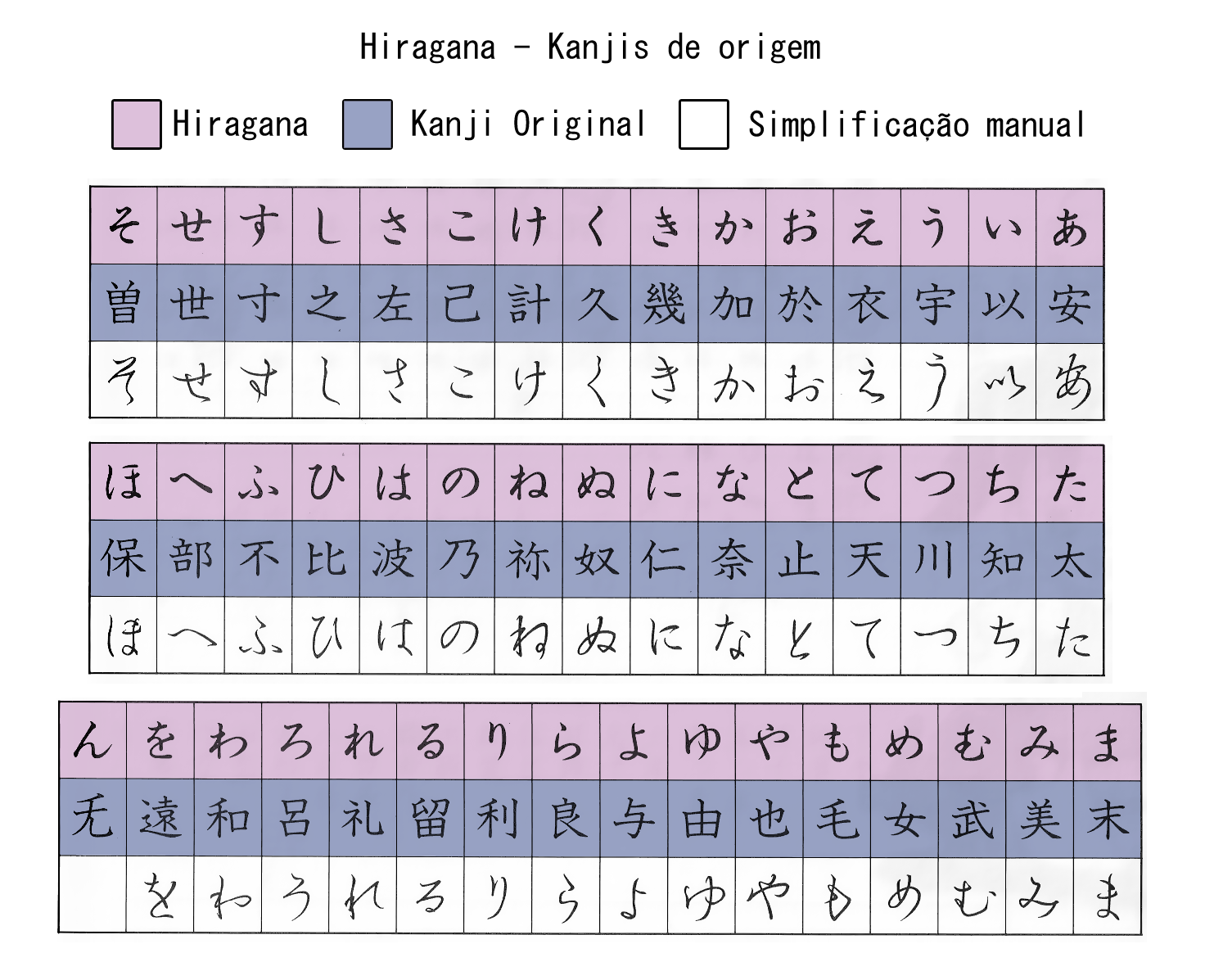
A hiraganák eredeti kandzsi alakja

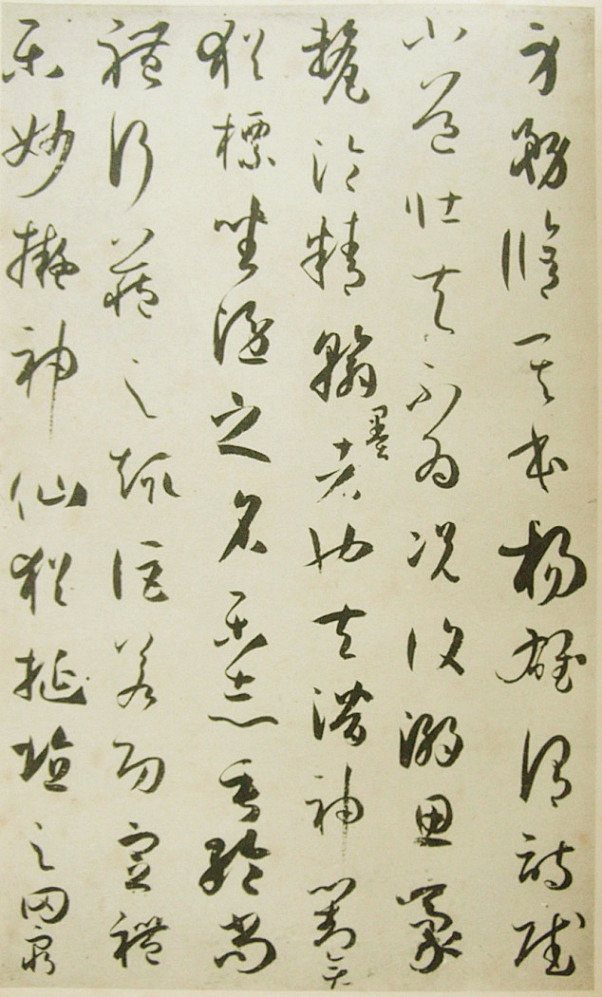
A hiragana karakterek formája a kínai „fű-írás” (szóso 草書), vagy más néven kurzív írásból alakultak ki. Az itt látható példa a kurzív írásra a Tang-dinasztiabeli Szun Kuo-ting (Sun Guoting) kalligráfus munkája a kései 7. századból.

A japán nyelvnek eredetileg nem volt önálló írása, a kínai írásjegyeket vették át koreai közvetítéssel. A hiraganák gyorsan leírt kandzsikból jöttek létre.
A hiragana írásrendszere a manjógana 万葉仮名 írásrendszerből, a legelső kana rendszerből amely kínai írásjegyeket alkalmazott a japán nyelv fonetikus lejegyzésére, fejlődött ki az 5. században. Talán a legöregebb írásos emlék amelyen manjógana írást fedeztek fel az Inarijama Kard, egy vaskard amit 1968-ban tártak fel az Inarijama Kofunban (kofun 古墳 :ősi jellegzetes formájú japán halomsír). Az 1978-ban végzett röntgen-analízis eredményei felfedtek egy több mint 115 kínai írásjegyből álló aranyberakásos szöveget, amely már japán neveket is tartalmazott, feltételezhetően fonetikailag leírva. A kard készítésének évét az általánosan elfogadott álláspont szerint Kr.e. 471-re tehetjük. A hiraganák formája a kínai kalligráfia fű-írás (szóso 草書) vagy más néven kurzív írásstílusából származik. A mellékelt ábrák bemutatják, hogy melyik hiragana melyik kandzsiból ered. A felső sorban az írásjegyek a mai modern szabályos írás írásjegyeivel íródtak, a középső sor tartalmazza ezek kurzív változatát és az alsó sorban pedig megtaláljuk az ezekből az írásjegyekből kiragadott és/vagy leegyszerűsödött hiraganák mai formáját.
Kialakulásuk kezdetén azonban közel sem volt általánosan elfogadott a használatuk, a tanult réteg és az előkelők köreiben továbbra is a kínai írásjegyek használatát részesítették előnyben. A történelem során, a kandzsik ma már egyetemes használatban lévő Standard Írásformáját a kaiso (楷書) írást, eleinte csakis férfiak használták és otokode (男手 „férfi(kéz)írás”) névvel illették, míg a kandzsik kurzív stílusát (草書) a nők alkalmazták. Ennélfogva a hiraganák használata elsőnek a nők között terjedt el és vált népszerűvé, hiszen akkoriban nem részesülhettek ugyanolyan fokú oktatásban mint férfi kortársaik. Így kezdetekben az udvarhölgyek személyes irományaik és irodalmi művek írására széles körben alkalmazták a már onnade (女手 „női(kéz)írás”) néven nevezett írást. Például a Gendzsi szerelmei (Gendzsi monogatari 源氏物語) vagy más, nők által íródott korai regények nagymértékben vagy kizárólag hiraganákat tartalmaztak.
Később férfi szerzők is használni kezdték a hiraganákat irodalmi műveik megalkotására. Eredetileg a hiraganákat nem hivatalos írásokban, például magánlevelezések, a katakanákat és a kandzsikat pedig hivatalos dokumentumokban használták. Ma már a két kana rendszert vegyesen használják és a katakanák, előző kitüntetett szerepüket elvesztve, leginkább az újonnan (kb. a 19. századtól kezdve) átvett külföldi jövevényszavak leírására, nevek átírására, állatok neveiben, táviratokban vagy nyomatékosítás céljából használják.
Eredetileg ugyanazon szótag leírására több lehetséges hiragana is létezett. 1900-ban a rendszert leegyszerűsítették és minden szótaghoz egyetlen hiraganát társítottak. Az ekkor kirostált hiragana változatokat nevezzük ma hentaiganának (変体仮名).
Az Iroha-uta pangramma vers (ábécé dal/vers), ami a 10. századból származik, felhasznál minden egyes hiraganát (kivéve az ん-t ami csak a む egy variánsa volt a Muromacsi-kor előtt).

## Hiraganák
Az alábbi táblázat tartalmazza az összes ma használt hiraganát magyaros átírással, a godzsúon (五十音) sorrendje szerint.
| あ  | い  | う  | え  | お  |    |      |     |    |    |    |    |    |    |    |    |    |
| a   | i   | u   | e   | o   |    |      |     |    |    |    |    |    |    |    |    |    |
| か  | き  | く  | け  | こ  |    | が   | ぎ  | ぐ | げ | ご |    |    |    |    |    |    |
| ka  | ki  | ku  | ke  | ko  | ga | gi   | gu  | ge | go |    |    |    |    |    |    |    |
| さ  | し  | す  | せ  | そ  |    | ざ   | じ  | ず | ぜ | ぞ |    |    |    |    |    |    |
| sza | si  | szu | sze | szo | za | dzsi | zu  | ze | zo |    |    |    |    |    |    |    |
| た  | ち  | つ  | て  | と  |    | だ   | ぢ  | づ | で | ど |    |    |    |    |    |    |
| ta  | csi | cu  | te  | to  | da | dzsi | dzu | de | do |    |    |    |    |    |    |    |
| な  | に  | ぬ  | ね  | の  |    |      |     |    |    |    |    |    |    |    |    |    |
| na  | ni  | nu  | ne  | no  |    |      |     |    |    |    |    |    |    |    |    |    |
| は  | ひ  | ふ  | へ  | ほ  |    | ば   | び  | ぶ | べ | ぼ |    | ぱ | ぴ | ぷ | ぺ | ぽ |
| ha  | hi  | fu  | he  | ho  | ba | bi   | bu  | be | bo | pa | pi | pu | pe | po |    |    |
| ま  | み  | む  | め  | も  |    |      |     |    |    |    |    |    |    |    |    |    |
| ma  | mi  | mu  | me  | mo  |    |      |     |    |    |    |    |    |    |    |    |    |
| や  |     | ゆ  |     | よ  |    |      |     |    |    |    |    |    |    |    |    |    |
| ja  | ju  | jo  |     |     |    |      |     |    |    |    |    |    |    |    |    |    |
| ら  | り  | る  | れ  | ろ  |    |      |     |    |    |    |    |    |    |    |    |    |
| ra  | ri  | ru  | re  | ro  |    |      |     |    |    |    |    |    |    |    |    |    |
| わ  |     |     |     | を  |    |      |     |    |    |    |    |    |    |    |    |    |
| va  | vo  |     |     |     |    |      |     |    |    |    |    |    |    |    |    |    |

| ん |
| n  |

## Helyesírási szabályok
A は, を, és へ (normális esetben ha, vo, és he, de partikulaként va, o, és e) partikuláktól és néhány, a szabályoktól eltérő tetszés szerinti írásmódtól eltekintve, a japán kanák rendszere fonémikus (kiejtés szerinti) írásmód. Minden egyes karakter pontosan egy szótagot/hangot jelöl, egyedül a hangsúlyozás jelöletlen. Ez nem volt mindig így: egy korábban használt helyesírási rendszer, amit már csak rekisi-teki kana-dzukai 歴史的仮名遣い „történelmi kana” használatként emlegetnek, lényegesen eltért a hangok valódi kiejtésétől. A fenti három kivétel ezen korábbi helyesírás hagyatékai.
Kétféle  hiragana van amit „dzsi”-nek (じ és ぢ) és szintén kétféle amit pedig „dzu”-nek (ず és づ) olvasunk. Ám, hogy megkülönböztessük őket, főként amikor japán szavakat latin betűkkel írunk/gépelünk, az angol Hepburn féle átírásban néha a ぢ  „di”-ként és a づ „du”-ként szerepel. A magyaros átírás „nem” tesz különbséget じ és ぢ illetve ず és づ között, mindkettőt „dzsi”-nek , illetőleg „dzu”-nak írjuk. Mindazonáltal a japán nyelvben ezek a párok nem felcserélhetőek. Az esetek döntő többségében a じ és ず formában fordul elő a két hang, azonban vannak kivételek amikor a másik változatot kell használjuk. Ha egy két szótagos szó első szótagján nincs dakuten, de a másodikon igen, akkor azt az első hiraganával megegyező hiraganával írjuk. Például a csidzsimeru (összezsugorít/kisebbít) igét a következőképpen írjuk ちぢめる és a cudzuku (folytatódik) igét pedig így つづく. Összetett szavak esetében, ahol hasonulás lép fel, az a szóban eredetileg szereplő karakterre kerül a dakuten mellékjel. Például csi (血 vér) önmagában hiraganával ち. Amikor összekombináljuk a 鼻 hana (orr) és 血 csi (vér) szavakat, hogy megkapjuk a hanadzsi (鼻血 orrvérzés) szót 血 hangja chi-ből dzsi-re változik. Tehát a hanadzsi szót はなぢ-ként írjuk át hiraganával, megtartva az eredetileg ち-nek írt hangot a 血 szóban. Hasonlóképpen, a cukau (使う/遣う használni) ige hiraganával átírva つかう, tehát kanadzukai (仮名遣い; kana használat vagy kana helyesírás) かなづかい-ként írandó.
Mégis, az eddigiekben taglalt szabály nem érvényesül amikor kandzsikat csupán egyes szavak fonetikus lejegyzésére használunk és a szót alkotó kandzsik jelentése nem kapcsolódik közvetlenül a szó jelentéséhez (atedzsi 当て字 „segítségük hívott/felkért írásjegy”). A „villám(lás)” szó japán megfelelője például inadzuma 稲妻. Az első komponens 稲 jelentése „rizspalánta”, hiraganával átírva いな, kiejtve ina. A második tag 妻 jelentése pedig „feleség”, kiejtése cuma(つま) ha önállóan áll — vagy gyakorta fordul elő dzuma(ずま) alakban, ha egy másik szótag után szerepel. Ezen alkotóelemek egyikének sincs semmi köze a villámláshoz, csupán hangalakjukat/olvasatukat kölcsönözték a szó leírásához és így együtt alkotják a „villám” szót. Ebben az esetben inkább a normál いなずま helyesírást alkalmazzuk az いなづま helyett. Ezzel szemben づ állhat szó elején. Erre jó példák a (kacura かつら szóbál származó) dzura づら (paróka) és a dzuke づけ ( egy szusi szakkifejezés a sovány húsú szójaszószba mártott tonhalra).
Hivatalosan, a modern helyesírási szabályok értelmében ぢ és づ nem állhat szókezdő pozícióban. Voltak azonban olyan szavak a „történelmi kana használatban” mint a dzsiban ぢばん (地盤 talaj, föld), de 1946-ban egységesítették a helyesírásukat a gendai kana-dzukai 現代仮名遣い „modern kana használatban” és ma már minden szót amelynek kezdő szótagja „dzsi” kizárólag じ formában írjuk.
Egyetlen japán szó sem kezdődik ん(n) kanával. Ez szolgál alapul a siritori 尻取り (japán szólánc) játéknak is. Az ん (n) önálló szótagként tekintendő és elkülönül a többi n-sorba tartozó szótagtól (na,ni stb.). Szembetűnő kivétel ez alól viszont a bizalmas/közvetlen stílusú beszéd tagadó igeragozása; például a vakaranai わからない „nem ért(em)” bizalmas nyelvi stílusban vakaran わからん-ra változik. Ugyanakkor ez nem az előbbi összevont alakja, hanem a klasszikus japán igeragozás tagadó alakjának ぬ nu (わからぬ vakaranu) formájából származik.
Időnként az ん után rögtön egy magánhangzó (a,i,u,e vagy o) vagy egy elöl képzett félhangzó (ja,ju vagy jo) áll. Ez az eltérés világosan kivehető és jól elkülönül a na, ni stb. szótagoktól. Léteznek olyan szópárok, amelyekben csak nüansznyi kiejtésbeli eltérés van, pontosabban pusztán egy hangban térnek el, melynek pozíciója mindkét szóban azonos. Ilyen szópárok például a kin'en きんえん(禁煙) „tilos a dohányzás” és a kinen きねん (記念) „megemlékezés”, illetve a kinnen きんねん (近年) „az utóbbi években”. A latin betűs átírásban (pl. a Hepburn féle angolos átírásban) egy aposztróffal jelölik a kiejtésbeli eltérést, ámde nem minden átírás jelöli ezt.
Van néhány hiragana melyekkel meglehetősen ritkán találkozni. A ゐ vi és ゑ ve az okinavai dialektust leszámítva régies, elavult és már nincs jelen se a modern írott, sem pedig a beszélt nyelvben. A ゔ vu csak a mai modern korban került az alfabétumba az idegen nyelvek (pl. az angol) „v” hangjának leírására. Csakhogy a japán nyelv szótagírásos természeténél fogva nem rendelkezik „v” hanggal, ehelyett „b” hangot ejtenek, ezzel próbálva pontosabban jelezni és a lehető legjobban megközelíteni az eredeti nyelvben szereplő hang kiejtését. Azonban ritkán látni, mivelhogy a külföldi jövevényszavakat (gairaigo がいらいご 外来語) és átírások rendszerint katakanával írják, ahol ennek megfelelő írásjegy a ヴ. A "dzsa", "dzsu" és "dzso" szótagokat elméletileg írhatnánk így is ぢゃ, ぢゅ, ぢょ , ám gyakorlatilag soha nem írják ebben a formában. A 日本中 „Japán egészében/ egész Japánban” szót írhatnánk úgy, hogy にほんぢゅう, ám ehelyett közel kivétel nélkül a következőképpen írjuk にほんじゅう.
A みゅ hiragana rettentő ritka hagyományos japán szavak között, Haruhiko Kindaicsi japán nyelvész állítása szerint ennek egyedüli példája egy japán családnév omamjúda (小豆生田). Ezzel szemben a katakana megfelelője számos jövevényszóban fellelhető.

## Írásmód (vonássorrend és rajzolási irány)
Az alábbi táblázat tartalmazza az összes hiragana írásmódját és vonássorrendjét (A táblázat jobbról balra és felülről lefelé olvasandó.)

### Magyarul
- Wolfgang Hadamitzky – Kazár Lajos: Kanji és kana (Scholastica, 1995) ISBN 963-85281-1-7
- ASSIMIL-Martin Lutterjohann: "JAPÁN kapd elő Budapest 2009 ISBN 963-8162-29-5
- Jamadzsi Maszanori, Japán – Történelem és hagyományok, Budapest : Gondolat, 1989.
- Kéki Béla, Az írás története, Budapest : Gondolat, 1975.
- Jamadzsi Maszanori: Japán nyelvkönyv (Tankönyvkiadó, 1990).

### Idegen nyelven
- "The Art of Japanese Calligraphy", Yujiro Nakata, ISBN 0-8348-1013-1, gives details of the development of onode and onnade.
- Richard Bowring; Haruko Uryu Laurie (2004). An Introduction to Modern Japanese: Book 1. United Kingdom: Cambridge University Press. p. 9. ISBN 978-0521548878.
- Richard Bowring; Haruko Uryu Laurie (2004). An Introduction to Modern Japanese: Book 1. United Kingdom: Cambridge University Press. p. 8. ISBN 978-0521548878.
- Hatasa, Yukiko Abe; Kazumi Hatasa; Seiichi Makino (2010). Nakama 1: Introductory Japanese: Communication, Culture, Context 2nd ed. Heinle. p. 2. ISBN 0495798185.

## Fordítás
Ez a szócikk részben vagy egészben  a   Hiragana című angol Wikipédia-szócikk ezen változatának fordításán alapul.  Az eredeti cikk szerkesztőit annak laptörténete sorolja fel. Ez a jelzés csupán a megfogalmazás eredetét és a szerzői jogokat jelzi, nem szolgál a cikkben szereplő információk forrásmegjelöléseként.